# Барнаульский округ
Барнаульский округ — административно-территориальная единица Сибирского края, существовавшая в 1925—1930 годах.
Барнаульский округ был образован 9 декабря 1925 года из Барнаульского уезда Алтайской губернии и части Черепановского уезда Новониколаевской губернии. Центром округа был назначен город Барнаул. Округ был разделён на 16 районов:
- Алейский район. Центр — село Алейское
- Белоярский район. Центр — село Белоярское
- Боровской район. Центр — село Боровское
- Верх-Чумышский район. Центр — село Кытманово
- Залесовский район. Центр — село Залесово
- Кашкарагаихинский район. Центр — село Кашкарагаиха
- Косихинский район. Центр — село Косиха
- Мамонтовский район. Центр — село Мамонтово
- Павловский район. Центр — село Павловское
- Ребрихинский район. Центр — село Ребриха
- Тальменский район. Центр — село Тальменка
- Чистюньский район. Центр — село Чистюнька
- Чумышский район. Центр — село Сорокино
- Шадринский район. Центр — село Шадрино
- Шелаболихинский район. Центр — село Шелаболиха
- Шипуновский район. Центр — село Шипуново

В декабре 1925 Кашкарагаихинский район присоединён к Тальменскому, а Шипуновский район передан в Рубцовский округ.
30 июля 1930 Барнаульский округ, как и большинство остальных округов СССР, был упразднён. Его районы отошли в прямое подчинение Западно-Сибирского края.
Население округа в 1926 году составляло 699,5 тыс. человек. Из них русские — 88,4 %; украинцы — 5,5 %; мордва — 3,6 %.